# 三成中央駅
三成中央駅（サムソン・チュンアンえき）は、大韓民国ソウル特別市江南区三成洞にあるソウル地下鉄9号線の駅。駅番号は (928) 。

## 駅構造
相対式2面4線（通過線あり）の地下駅で、ホームドア設置駅。

### のりば
※案内上ののりば番号は設定されていない。
| 宣靖陵↑ |
| \| 上   |
| ↓奉恩寺 |

| 上り | ● 9号線 | 宣靖陵・汝矣島・開花方面             |
| 下り | ● 9号線 | 奉恩寺・総合運動場・中央報勲病院方面 |

## 駅周辺
- Eマートエブリデイ三成洞店
- ソウル三成2洞郵便取扱局
- KEBハナ銀行三成洞支店

## 歴史
- 2015年3月28日: 開業。

## 画廊

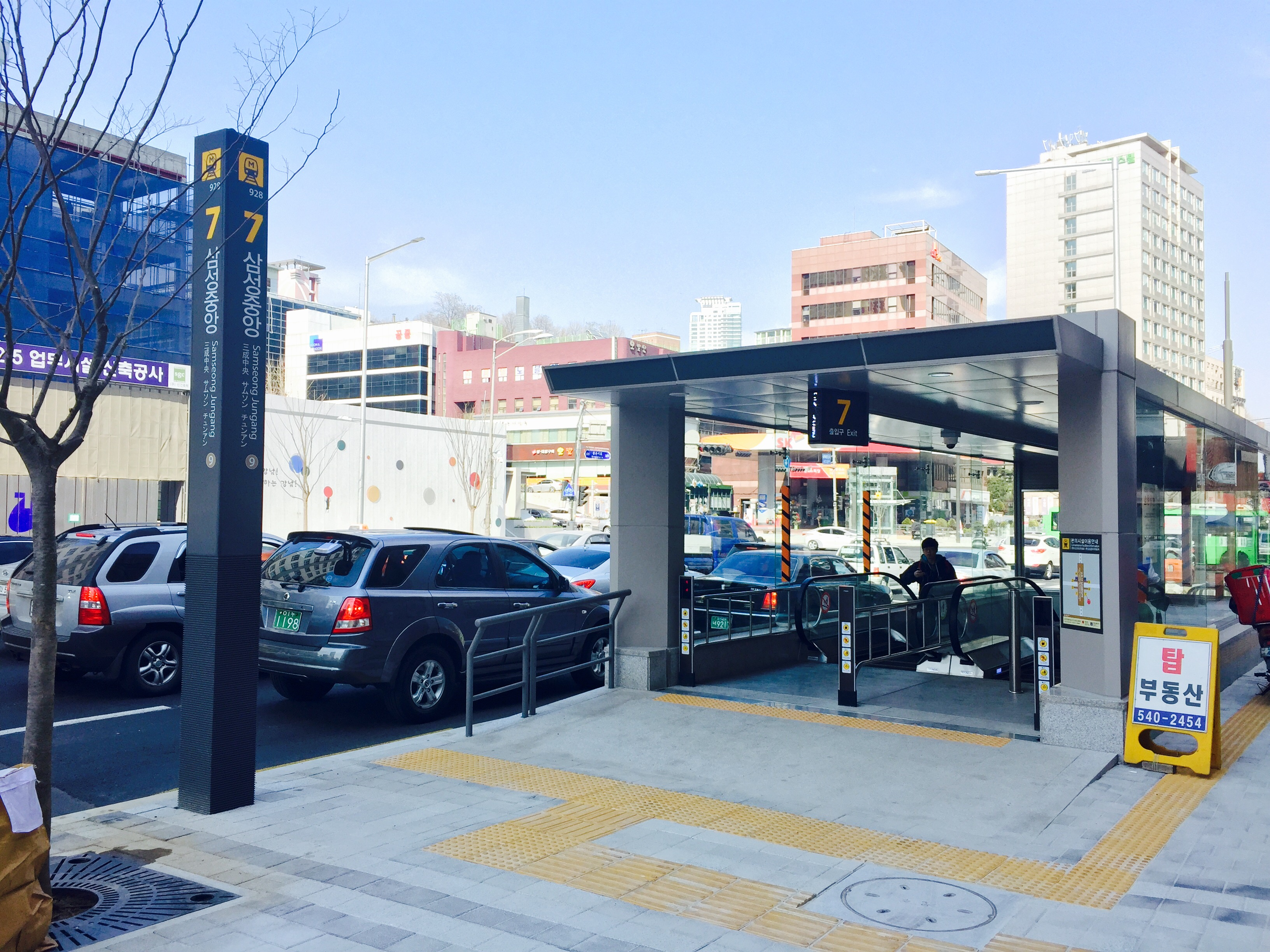
7番出入口（2015年3月28日）
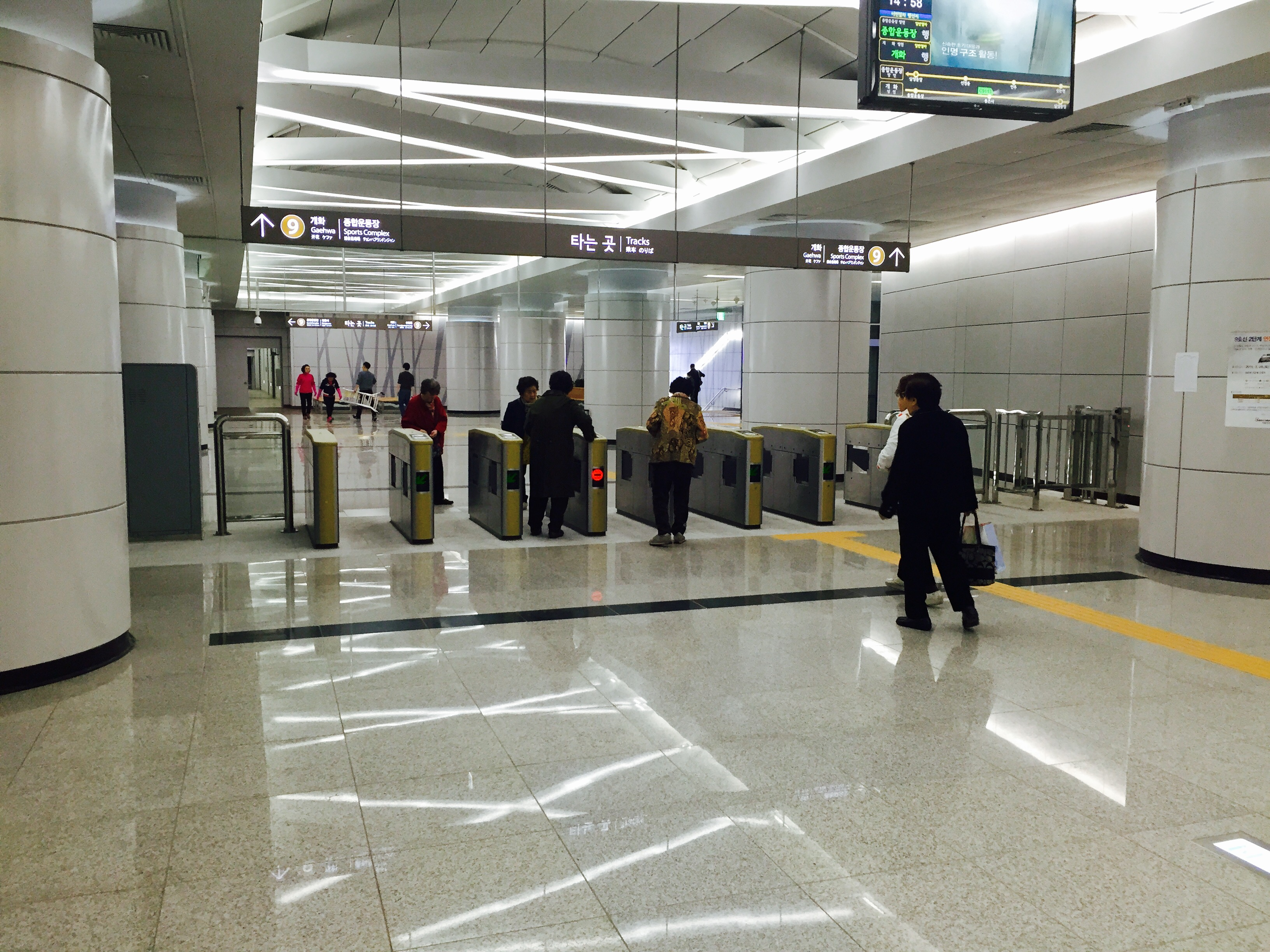
改札（2015年3月28日）
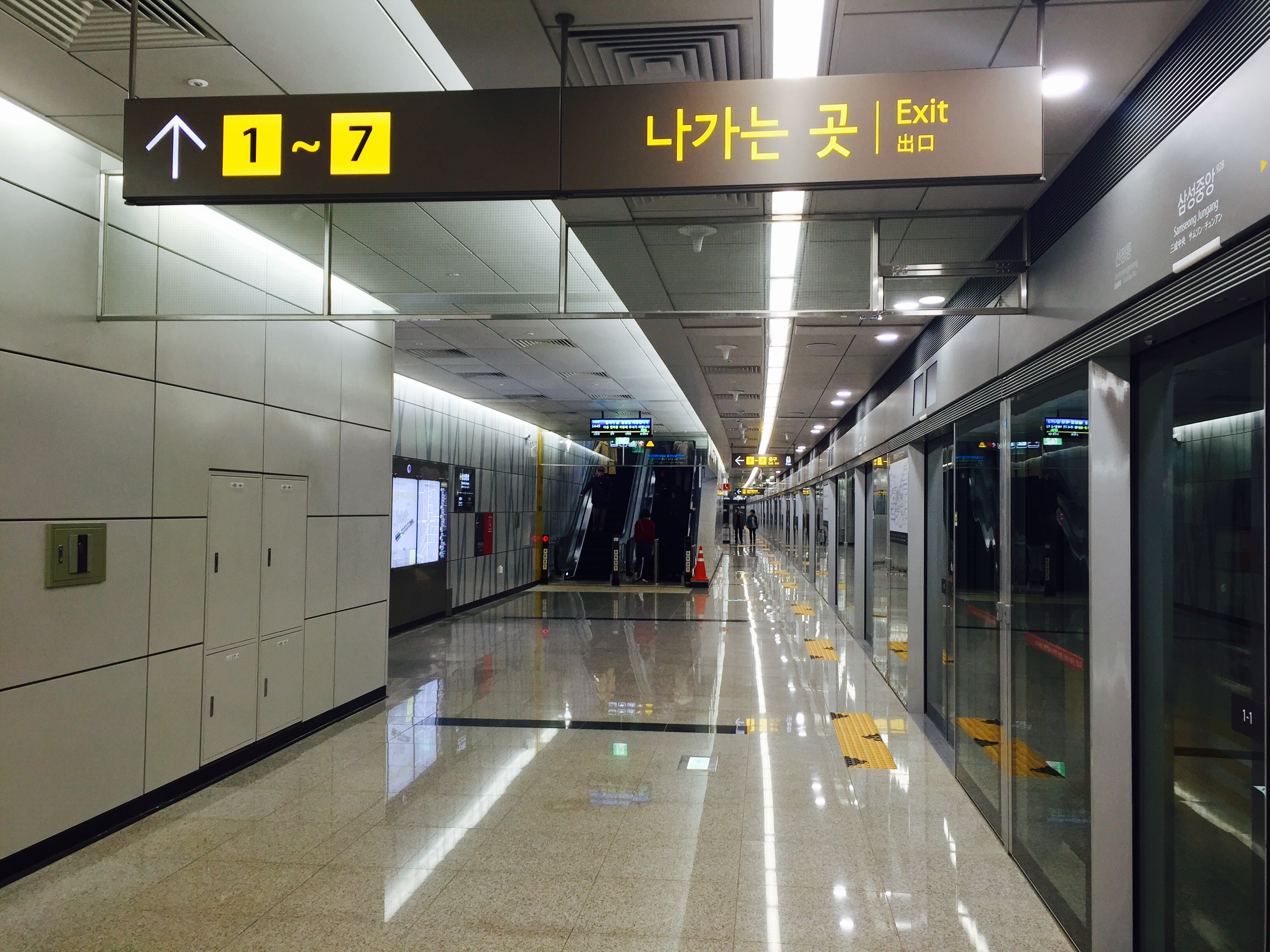
下り（総合運動場方面）ホーム（2015年3月28日）
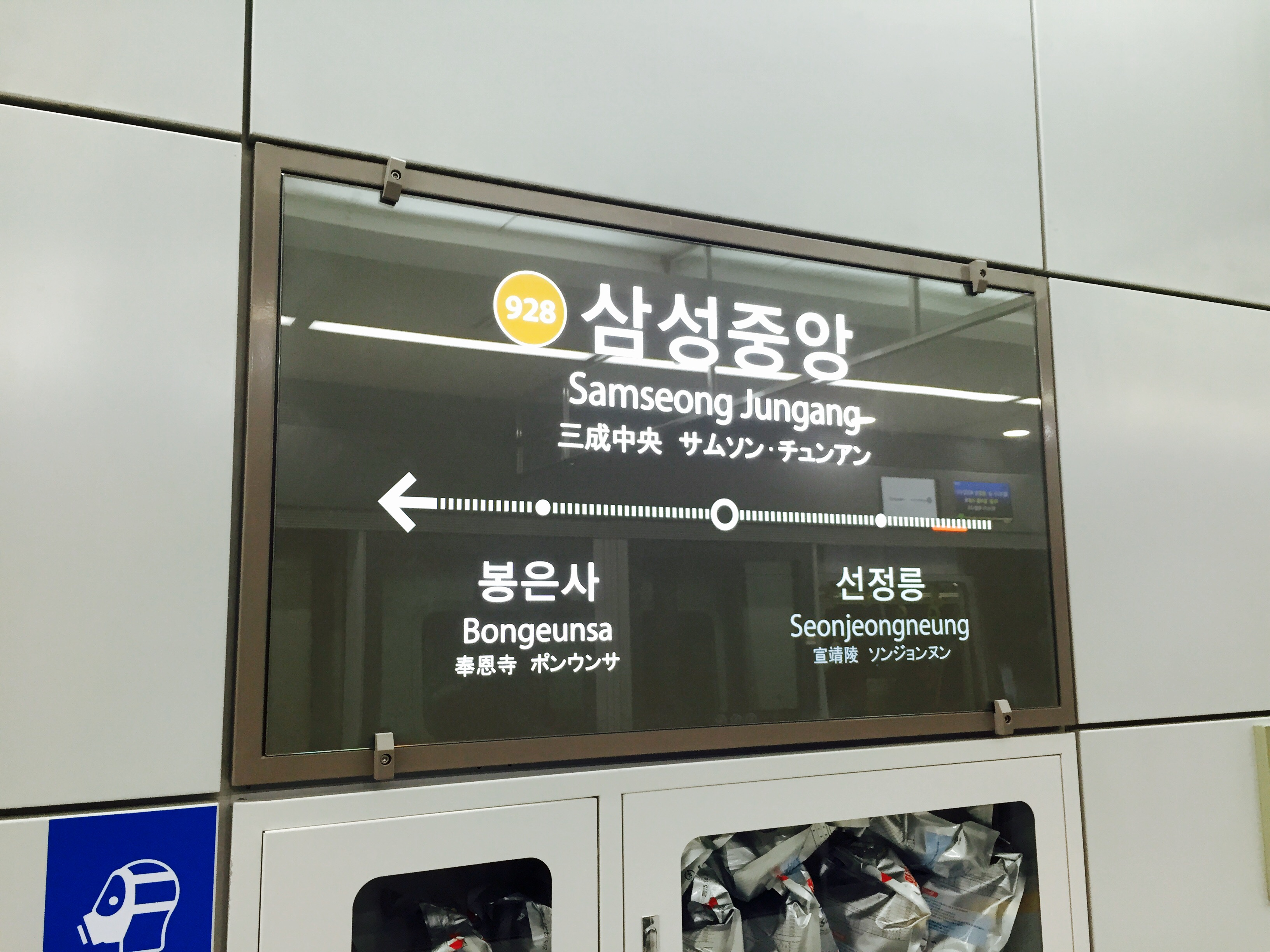
駅名標（2015年3月28日）

## 隣の駅
ソウル市メトロ9号線
●9号線
急行
通過
一般
宣靖陵駅 (927) - 三成中央駅 (928) - 奉恩寺駅 (929)